# Hořenec - Číčov
Hořenec - Číčov este o arie protejată (arie specială de conservare — SAC, sit de importanță comunitară — SCI) din Republica Cehă întinsă pe o suprafață de 20,83 ha, integral pe uscat.

## Localizare
Centrul sitului Hořenec - Číčov este situat la coordonatele 50°27′39″N 13°48′03″E / 50.460833°N 13.800833°E.

## Înființare
Situl Hořenec - Číčov a fost declarat sit de importanță comunitară în aprilie 2005 pentru a proteja 1 specie de animale. Situl a fost protejat și ca arie specială de conservare în iulie 2012.

## Biodiversitate
Situată în ecoregiunea continentală, aria protejată nu include niciun habitat protejat.
La baza desemnării sitului se află o specie protejată de  nevertebrate: Euplagia quadripunctaria.